# Chợ Dân Sinh
Chợ Dân Sinh hay còn gọi là khu Dân Sinh là một chợ nằm ngay trung tâm Quận 1, Thành phố Hồ Chí Minh với bốn con đường bao quanh là đường Yersin, Nguyễn Thái Bình, Nguyễn Công Trứ và Ký Con với diện tích đất rộng hơn 5.000m². Chợ có ba cổng nằm trên đường Yersin và Nguyễn Công Trứ.

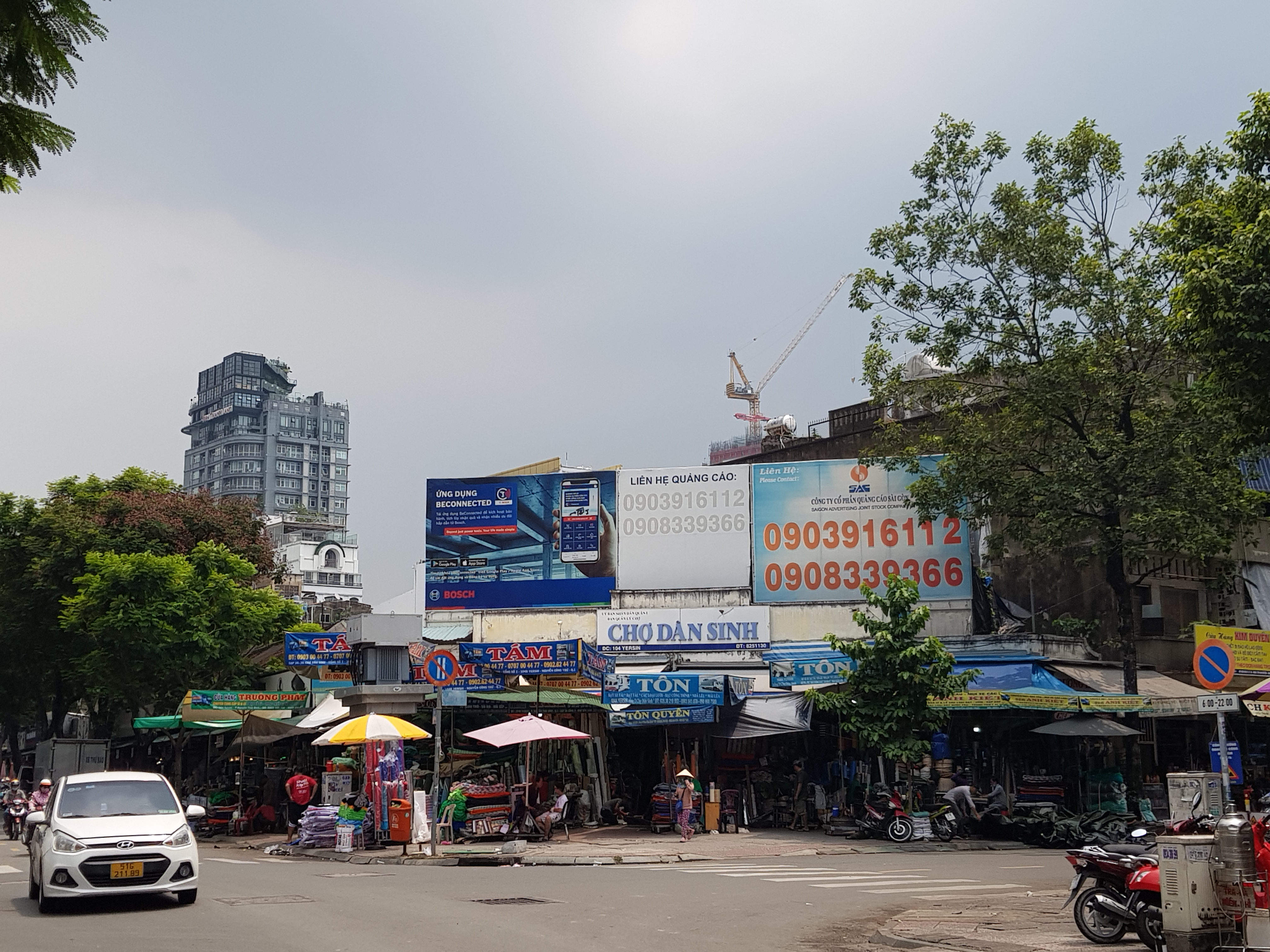
Cổng chợ tại góc đường Yersin – Nguyễn Công Trứ

## Tên gọi
Có nhiều ý kiến tranh biện về ý nghĩa và nguồn gốc của tên chợ. Có ý kiến cho rằng tên "Dân Sinh" là cách đọc trại của cái tên Yersin, trong khi ý kiến khác thì lại cho rằng tên chợ có nguồn gốc từ chủ nghĩa Tam Dân của Tôn Dật Tiên. Ngoài ra, cụm từ "chợ dân sinh" cũng được dùng như danh từ chung để chỉ những chợ có dưới 200 điểm kinh doanh hoặc các chợ chưa được đầu tư xây dựng kiên cố hoặc bán kiên cố kinh doanh những mặt hàng thông dụng và thiết yếu phục vụ đời sống hàng ngày của người dân.

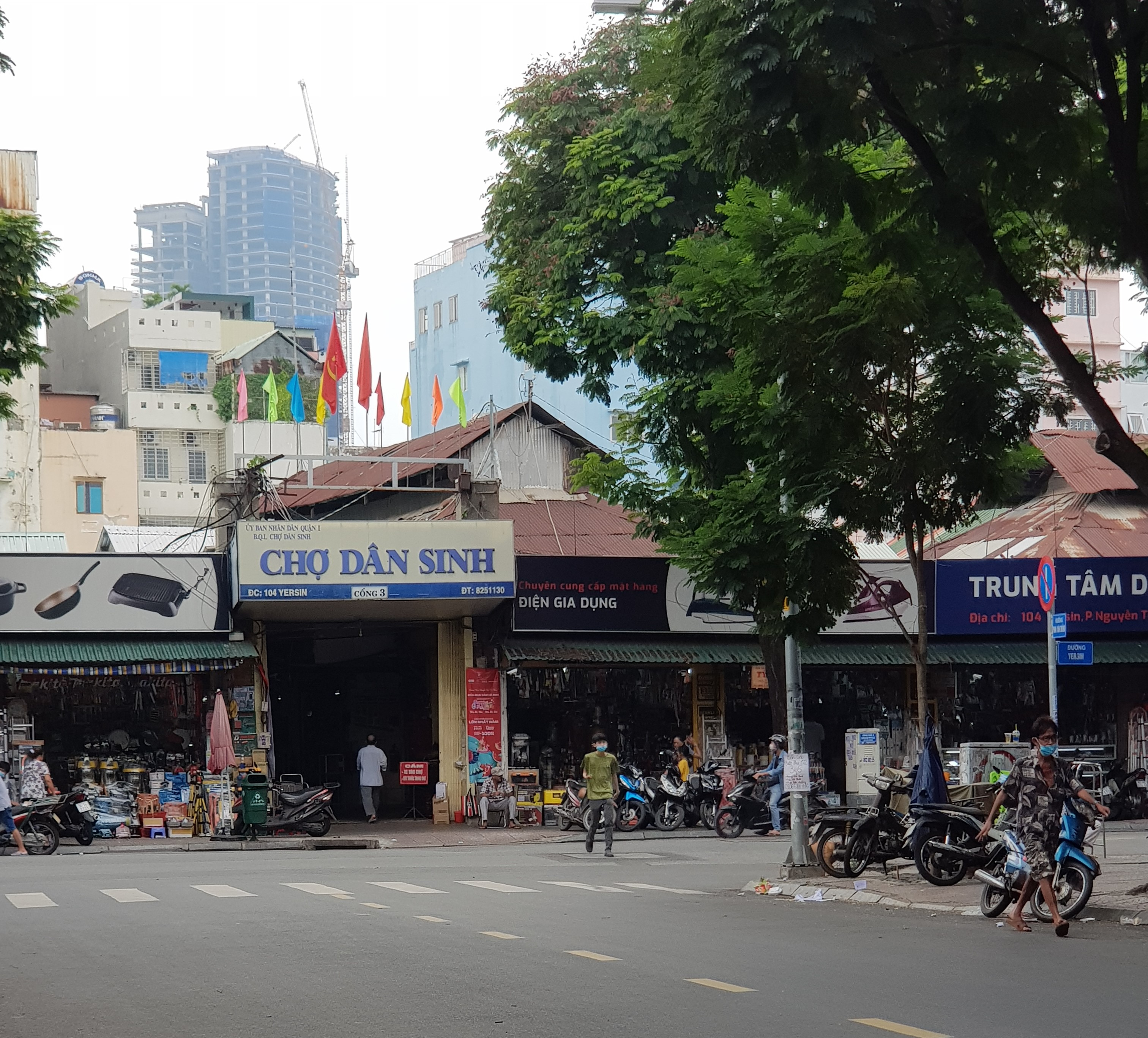
Cổng chợ tại góc đường Yersin

## Lịch sử
Tiền thân của chợ Dân Sinh là khu ăn chơi cờ bạc Kim Chung khét tiếng của Bảy Viễn. Đến cuối năm 1954, khu Kim Chung đổi tên thành chợ Dân Sinh, chuyên bán đồ quân trang, quân dụng cũ và mới của quân đội Mỹ.
Từ năm 1975 đến năm 1989 là giai đoạn đất nước chưa mở cửa, kinh tế khó khăn, hàng hóa khan hiếm nhưng lại là giai đoạn cực thịnh của chợ Dân Sinh. Các tuyến đường quanh chợ đã trở thành nơi mua bán kiếm sống của nhiều trí thức và công chức. Chợ nổi tiếng là đồ đạc thượng vàng hạ cám gì cũng có, kể cả những đồ vật quân sự hay vật dụng của những người bị đánh tư sản hoặc là đi di tản để lại. Đặc biệt, đây là nơi đã cung cấp những chiếc la bàn với mức giá không hề rẻ cho thuyền nhân trước khi rời Việt Nam.
Năm 1990 đến năm 1992, chợ Dân Sinh bắt đầu xuất hiện hàng mới, đến khoảng năm 1997 thì lượng hàng mới hầu như chiếm lĩnh, hàng cũ trở thành hàng souvenir, dành cho khách du lịch, Việt kiều và người ưa hoài niệm sưu tầm hoặc làm quà tặng nhau.
Từ 1992 đến năm 2000, luật doanh nghiệp ra đời tạo môi trường kinh doanh thông thoáng, xuất nhập khẩu dễ dàng hơn, nhiều cửa hàng kim khí điện máy, trung tâm mua bán, siêu thị xuất hiện... chợ Dân Sinh từ đó bước vào giai đoạn "thoái trào".
Chợ Dân Sinh được cho là một ngôi chợ lâu đời có không khí trầm lắng cố hữu. Tuy không thu hút nhiều khách hiếu kỳ vãn cảnh, ngôi chợ này vẫn là điểm đến quen thuộc khi khách muốn tìm mua những món hàng mang đậm dấu ấn của một thời đã qua. Một số khách hàng quen thuộc của chợ Dân Sinh, vì ưa cái cảm giác cà kê trả giá nên vẫn thường xuyên lui tới chợ dù vào một số thời điểm trong ngày, người bán đông hơn người mua.